# 阿纳尔多·奥乔亚·桑切斯
阿纳尔多·奥乔亚·桑切斯（西班牙語：Arnaldo Ochoa Sánchez；1930年—1989年7月13日）是古巴中将，获得过“共和国英雄”称号。

## 生平
1930年，出生于古巴的农民家庭。
1959年，参加七二六运动，后任国防部副部长。
60年代初，被派往苏联军校受训。
1965年，当选为古巴共产党中央委员。
1966年，被派往委内瑞拉领导游击战争。
1978年，转战埃塞俄比亚。
1985年，任古巴驻尼加拉瓜高级军事顾问，协助尼加拉瓜政府粉碎美国支持的反政府军。
1987年，调往安哥拉担任古巴驻军司令。
1989年，被指控从事贩运违禁毒品和洗钱，开除党籍、军籍、撤销党内外一切职务。
1989年，在哈瓦那由47名将军组成的荣誉法庭受审。
1989年，古巴特别军事法庭判处奥乔亚死刑，7月13日，枪决。